# Терлецкий, Виталий Михайлович
Вита́лий Миха́йлович Терле́цкий (род. 3 января 1989, Ленинград, Ленинградская область, СССР) — российский автор, сценарист, художник и издатель комиксов. Занимается созданием собственных авторских комиксов, изданием авторских комиксов других авторов, работал совместно с Bubble Comics, постоянный участник комикс-фестивалей и профессиональных форумов. В прошлом креативный директор и главный редактор издательства «Комильфо», с 2018 года — руководитель собственного издательства «Терлецки Комикс». Наиболее известен по комикс-трилогии «Собакистан», веб-комиксу «Роман, победитель Ласточек» и компьютерной игре «Альтушка для скуфа».
Свою карьеру начинал как продавец комиксов в петербургском магазине «28-й», став затем креативным директором и, позже, главным редактором издательства «Комильфо». Работая в издательстве, выпустил первые свои комиксы: «Скелет-инструктор», «Шафировский проспект», «Продукты 24» и другие, а также параллельно писал комиксы для издательства Bubble, среди которых «Зигги и Шмыг уничтожают вселенную Bubble» и «Инок: Король вечеринок». В 2018 году Терлецкий покинул «Комильфо» и основал собственное издательство «Терлецки Комикс», в котором публикует авторские проекты, как свои, так и других российских комиксистов.
Получил известность в российской комикс-индустрии как автор сатирических, пародийных и юмористических историй, в чьей основе лежит разговор на серьёзные темы, среди которых: юношеский максимализм и одиночество, критика тоталитаризма, поиски себя, эскапизм. Как художник известен за нарочито неряшливый и карикатурный стиль рисунка. Трижды лауреат премии «ComicsBoom», номинант премии Японской ассоциации художников манги и премии «НОС». Работы Терлецкого входят в списки лучших комиксов/манги российских изданий «Мир фантастики», 2x2, The Village, «Кинопоиск» и «Тинькофф Журнал», а также японского журнала Freestyle.

## Биография

### Ранние годы (2011—2012)
Виталий Терлецкий родился 3 января 1989 года в Ленинграде. По словам самого Терлецкого, его самым первым комиксом стал четвёртый номер «Бамси», шведского журнала для детей, который он прочёл в возрасте четырёх лет в 1993 году. «Бамси — самый сильный медведь в мире, очень популярный в Скандинавии, он максимально добрый, в отличие от всех остальных комиксов», — рассказывает Виталий в интервью изданию «Горький». Годом позже, в 1994 году, он участвовал в конкурсе, где нужно было решить головоломку и отправить купон — в награду он получил trade paperback, т.е. сборник комиксов в мягком переплете. Впервые начал рисовать в 2000 году в возрасте 11 лет, когда стал ходить в художественную школу. В 2011 году Терлецкий окончил СПбГТИ (ТУ) по специальности «Молекулярная биотехнология». Во время учёбы работал в Институте защиты растений главным агрономом «за 5500 рублей»:
Я работал на полставки в НИИ защиты растений. Мы делали биогербициды из плесени, которые избирательно поражали бы сорняки. Очень крутая идея, но все равно мы вынуждены были работать на зарубежный грант, и получал я 5 500 рублей в месяц на должности ведущего агронома. Я подавал заявки на стипендии, думал кандидатскую где-нибудь защитить.
Летом 2011 на гаражной распродаже в лофте «Этажи» Виталий продавал открытки-карикатуры с лосями, нарисованные на картоне. Одним из покупателей оказался издатель Михаил Богданов, владелец издательства «Комильфо», магазина «28-й» и книжкой лавки «Диккенс» — он же предложил Виталию нарисовать больше вариантов открыток и выпустить полноценный тираж. Параллельно, по словам Терлецкого, он проходил собеседование в «одной финской компании по производству химического оборудования» и успешно прошёл его, однако после того, как он получил предложение работать продавцом в «28-м», недавно открывшемся питерском магазине комиксов, Виталий решил бросить науку и уйти работать в магазин комиксов, где, помимо прочего, занимался зарубежными поставками.

### Работа в «Комильфо» и начало творчества (2013—2017)

Обложка расширенного издания комикса «Роман, победитель Ласточек».
Художник: Виталий Терлецкий

Так началась история сотрудничества Терлецкого с магазином «28-й» и издательством «Комильфо»: два раза в неделю Виталий работал продавцом в магазине «28-й», а всё остальное время — редактором в «Комильфо». На момент 2014 года уже работает на должности креативного директора «Комильфо», продолжая выполнять обязанности продавца в «28-м». К декабрю 2016 года уже является главным редактором «Комильфо». По словам Терлецкого, на должности главного редактора в его обязанности входила вычитка книг, ведение диалога с зарубежными издателями, подбор лицензий, координация сотрудников «Комильфо» (верстальщиков, переводчиков, корректоров и других редакторов), подсчёт бюджета и авторских гонораров, «а также много всего другого». На посту главного редактора Терлецкий от имени издательства покупал лицензии на продукцию Marvel Comics, Disney, Cartoon Network, и права на издание комикса «Скотт Пилигрим». Так, в интервью порталу ComicsBoom в 2017 году Терлецкий признавался, что за год количество издаваемых «Комильфо» комиксов заметно выросло. Тем не менее, многие лицензии, приобретённые Терлецким, оказались для аудитории «Комильфо» «слишком инди», хотя сам он полагал, что они найдут отклик у массового читателя.
Параллельно с работой, Терлецкий начал заниматься собственными комиксами. Первым его проектом как автора стал пародийный комикс «Скелет-инструктор» 2013 года, созданный «просто в шутку» совместно с коллегами по издательству, директором «Комильфо» Михаилом Богдановым и редактором Степаном Шмытинским, который выступил художником «Скелета». Спустя год, в 2014, выходит продолжение под названием «ВТОРОЙ выпуск Скелета-инструктора», которое удостоилось номинации премии портала ComicsBoom в категории «лучшая оригинальная книга комиксов или ван-шот». Также «в шутку» создаётся «Шафировский проспект», совместная работа с художником Артёмом Бизяевым, который выходит в 2014 году и становится первой заметной работой в библиографии Виталия. В центре сюжета комикса реально существующий Шафировский проспект в Санкт-Петербурге: главный герой комикса медленно едет в машине из-за 9-балльных пробок, а каждый кадр комикса отличается от предыдущего лишь незначительным набором деталей. «Для вдохновения мы решили прокатиться по Шафировскому. Пока стояли в пробке, обсудили детали. И через несколько месяцев работы комикс был готов к печати», — рассказывает Артём Бизяев в интервью «Канобу».
В 2015 году вышла комикс-антология «Горелово», посвящённая одноимённому району Санкт-Петербурга. Терлецкий написал сценарий к 12 историям, а проиллюстрировали их 12 разных художников, среди которых уже упомянутые Степан Шмытинский и Артём Бизяев, а также Катерина Чинаски — именно с ней, через несколько лет, Виталий выпустит одну из своих самых популярных историй. «Горелово» же посвящено другу комиксиста, редактору «Комильфо» Алексею Шпаковскому, чьи необычные рассказы из жизни легли в основу сюжета комикса; он же, соответственно, стал главным героем «Горелово». В том же году «Горелово» победило в питчинге Кинохакатона 2015, однако экранизация так и не вышла. В апреле 2016 Виталий Терлецкий, со сцены «Большого фестиваля», презентует комикс «Жорж Дантес. Удивительный путешественник во времени», созданный совместно с художником Аскольдом Акишиным. Комикс является переосмыслением истории Пушкина в фантастическом ключе — главный герой, Жорж Дантес, путешествует во времени и встречает на своём пути известных русских писателей в необычных амплуа: издевающийся над людьми дьявол-Пушкин, летающий по Марсу и атакующий Петербург Маяковский и спасающий Землю руководитель синдиката Гоголь.
Комикс «Роман, победитель Ласточек» да и 90% комиксов, которые делает Виталий Терлецкий, появляются из жизни. Роман – это главный редактор издательства «Комильфо». Как-то раз он опоздал на работу. Приходит и говорит: «Вот у меня отец забыл ключи в машине, оставил её и пошёл домой. Спустился – машины нет». Через день он к чему-то сказал, что ненавидит татуировки с ласточками. И тут: «Хм, то есть ты не любишь ласточек. А может, это ласточки украли твою машину». И понеслось: он начал писать.
22 февраля 2016 года года на личной странице Терлецкого во «ВКонтакте» выходит запись с рисунком Катерины Чинаски и концептом будущего комикса Виталия — «Роман, победитель Ласточек». Уже через два дня, всё так же во «ВКонтакте», выходит дебютный выпуск; впоследствии «Роман, победитель Ласточек» стал наиболее узнаваемой работой Виталия Терлецкого на ранних этапах его творчества, а также первым комиксом в карьере Терлецкого, в котором он выступил не только как сценарист, но и художник — несмотря на то, что Виталий не имел достаточного опыта и навыка рисования. Попробовать себя в роли художника его вдохновил комикс блогера Ники Водвуд «Пёся»: «Я увидел, как он продаётся и как он нарисован и я понял, что я могу так же», — признаётся Терлецкий в подкасте Bubble Comics. Поначалу он публиковал «Романа» как веб-комикс в своей группе во «ВКонтакте», затем в качестве малотиражных самиздатных сборников, и только в 2018 году вышло полное издание комикса на 520 страниц в твёрдой обложке, которое представили на фестивале поп-культуры Comic-Con Russia 2018. На волне успеха было запущено производство мультсериала по «Роману» совместно с Fedor Comix. Первая серия вышла 24 февраля 2019 года, всего было выпущено два эпизода.
В апреле 2017 года был открыт сбор средств на издание комикса «Продукты 24» — третьей совместной работы Виталия Терлецкого и художника Артёма Бизяева (после комиксов «Шафировский проспект» и «Горелово»). «Продукты 24» повествует о гигантском роботе из ларьков, который сходится в схватке с монстром из «хрущёвок» в сеттинге России начала девяностых. Впервые робот-ларёк появился на обложке «Шафировского проспекта», нарисованной Бизяевым. Герой настолько приглянулся Терлецкому, что он решил добавить его в один из сюжетов антологии «Горелово», а затем создать полноценный отдельный комикс о нём. «Мы изучили целую кучу фильмов и аниме по кайдзю-тематике, приправили её эстетикой отечественных спальных районов», — рассказывает Виталий в интервью для 2x2. «Продукты 24» вышли в июне 2017 года, а в 2021 году состоялся выход сборника, включающего «Шафировский проспект», «Горелово» и «Продукты 24». Также в 2017 году выходит сборник-антология «Межгалактическое телевидение» от телеканала 2x2 и издательства Jellyfish Jam. Среди авторов Катерина Чинаски, участвовавшая в создании комикса «Горелово», и Виталий Терлецкий с историей «Вы смотрите телевизор» о преимуществах старого кабельного ТВ в сравнении с интернетом.

#### Работа с Bubble Comics
Мне почему нравится работать с людьми типа Виталия Терлецкого? Я так, как они не мыслю — у меня не получается, я такие шутки как Виталий никогда не напишу. И когда мы редактировали «Зигги» вместе, у нас было много точек, в которых мы соприкасались и наоборот.
Начиная с 2016 года Терлецкий начинает писать комиксы для издательства Bubble Comics, параллельно работе в «Комильфо». В 2016 году выходит «Инок: Король вечеринок», юмористический комикс с героями серии «Инок». В том же году Виталий предлагает редакции Bubble сценарий истории для серии «Майор Гром», на основе которого главный редактор издательства Роман Котков пишет сюжет «Загадка Сфинкса». Позже элементы этой арки станут основой для сценария фильма «Гром: Трудное детство». В мае 2017 года в рамках конкурса #мойBUBBLEкомикс Виталий продемонстрировал в своей группе «ВКонтакте» питч комикса под названием «Зигги и Шмыг уничтожают вселенную Bubble» с рейтингом 18+. Через год, в 2018, «Зигги и Шмыг» выходит в импринте «Bubble Жесть», который был создан специально под издание этого комикса. Сам проект был вдохновлён комиксами «Дэдпул уничтожает вселенную Marvel» и «Каратель уничтожает вселенную Marvel» американского издательства Marvel Comics. Также Терлецкий участвует в сборниках «Злодеи» (2020 год), «СоюзМультКомикс» (2022 год) и «Брат. 25 лет» (2022 год).
В июне 2018 года Bubble Comics запускает конкурс под названием «Новые герои Bubble», суть которого заключалась в отборе авторов для создания совершенно новой постоянной серии комиксов, в будущем части вселенной Bubble. Согласно словам главного редактора Bubble Романа Коткова, всего на конкурс было подано свыше 171 заявки, в том числе совместный проект Виталия Терлецкого и художника Артёма Бизяева, с которым Виталий уже работал над комиксом «Продукты 24». В начале октября 2019 года на российском фестивале поп-культуры Comic-Con Russia во время пресс-конференции Bubble был устно анонсирован совместный супергеройский комикс Терлецкого и Бизяева. Полноценный анонс комикса с названием «ТурбоКарп» состоялся в начале октября 2020 года в рамках Comic-Con Russia Online, в то же время состоялся и выход комикса. Изначально художником должен был стать Артём Бизяев, однако из-за занятости собственным комиксом, «Нечистой силой», его сменил Евгений Киямов. Сюжет повествует о простом молодом человеке из вымышленного провинциального города Правдин, которому приходится стать супергероем. В январе 2023 года выходит первый выпуск журнала «Bubble Гам», для которого Терлецкий написал несколько комикс-стрипов о ТурбоКарпе.

### Основание собственного издательства (2018—2021)

Логотип издательства «Терлецки Комикс».

17 января 2018 года становится известно о приобретении «Комильфо» крупнейшим российским издательским холдингом «Эксмо-АСТ». Приход «Эксмо» негативным образом сказался на работе Терлецкого. Как он признавался в интервью изданию The Village: «в восемь я выходил с работы, минут 40 ехал до дома, ужинал, а потом где-то в половине десятого садился рисовать и писать где-то до часа ночи, в выходные — почти целый день». Под руководством «Эксмо» Виталий нарисовал несколько детских книг, выпущенных издательством «Поляндрия». Однако  он «понял, что надо бы сделать что-то своё» и объявил о создании антологии «Уёбищные истории» — пародийного сборника с комиксами начинающих авторов на заданную тему. Проект выходит в 2018 году, в том же году издаётся его продолжение, «Уёбищные истории. Манга». В какой-то момент Терлецкому приходит предложение от петербургского блокчейн-стартап Tokenville: «Ко мне пришли люди, не связанные с отечественной комикс-индустрией и сказали: „Мы будем платить тебе больше, а работать ты будешь меньше. А ещё мы будем тебя кормить на работе“. Конечно же я согласился!». Как следствие, Виталий Терлецкий покидает издательство «Комильфо», объявив об этом со сцены Comic-Con Russia в октябре 2018.
Для Tokenville Виталий Терлецкий создавал комиксы и иллюстрации. Первый из комиксов The Crypto Treasures of Mann O’Tau также был представлен на Comic-Con Russia 2018. В какой-то момент Терлецкий решил бросить работу в стартапе и заняться развитием собственного издательства «Терлецки Комикс», в котором Виталий публикует собственные проекты. В 2019 году «Терлецки Комикс» выпускает новые части «Уёбищных историй» — «Уёбищные истории. Кино» и «Уёбищные истории. Гейм Овер», додзинси «Причудливые Авантюры Жожо. Верни мне мой», а также один из наиболее известных сатирических комиксов Терлецкого «Русские объединяются с крокодилами и нападают на Европу», высмеивающий повседневную жизнь русских националистов. Также Терлецкий выступает сценаристом комикса «Glam Go Gang! В поисках идеальной причёски», выпущенном издательством Parallel Comics в октябре 2019 года; сюжет повествует о рэпере GONE.Fludd и его друзьях по коллективу GlamGoGang!. Устройство своего издательства Терлецкий вкратце описал в интервью 2x2 в 2020 году во время пандемии COVID-19: «моё издательство очень маленькое, оно фактически состоит из одного человека, меня».
В начале сентября 2019 года министр культуры Российской Федерации Владимир Мединский произнёс слова, вызвавшие резонанс в российской комикс-индустрии. Во время общения с журналистами на 32-й Московской международной книжной выставке-ярмарке на ВДНХ министр заявил, что считает комиксы и их взрослых читателей «убожеством», а также выступил резко против попыток популяризовать изучение истории с помощью комиксов: «взрослому человеку читать комиксы вместо книг — это признаться, что „я дебил, я читаю комиксы“». Виталий Терлецкий, наряду с другими представителями комикс-индустрии, дал свои комментарии для сайтов 2x2 и «Канобу», где осудил высказывание министра: «говорить, что комиксы — это для дебилов, всё равно что сказать, что книги для дебилов или музыка для дебилов». 9 сентября депутат госдумы Виталий Милонов вызвал Терлецкого на дебаты в рамках эфира телеканала 78, где предлагал обсудить комиксы. Как аргумент в их защиту Терлецкий продемонстрировал «Сурвило» Ольги Лаврентьевой, в котором рассказывается о блокаде Ленинграда. Помимо этого, в 2019 году Терлецкий участвует в сборнике «Кафка Кодекс», выпущенном издательством «Комфедерация» совместно с «Новой Газетой».

Обложка комикса «Собакистан».
Художник: Катерина Чинаски.

В 2019 году выходит, пожалуй, самая известная и резонансная работа Виталия Телецкого — его совместный комикс с художницей Катей Чинаски под названием «Собакистан». Комикс выполнен в жанрах сатиры, шпионской драмы, триллера и антиутопии; согласно сюжету, закрытая социалистическая республика Собакистан, в которой проживают антропоморфные собаки, открывает границы главам дружественных государств и избранным журналистам в честь репетиции похорон товарища Дружка, лидера республики. При создании «Собакистана» авторы вдохновлялись историей, культурой и эстетикой Северной Кореи, Туркменистана и Советского Союза начала 80-х годов, а также книгами и документальными фильмами об этих странах. Специально к выходу «Собакистана» рок-группа «Громыка» написала одноимённую с комиксом песню и выпустила анимационный клип, нарисованный Катей Чинаски. Старт продаж комикса состоялся в начале октября 2019 года на фестивале поп-культуры Comic-Con Russia. «Собакистан» стал хитом: большая часть тиража в 2000 копий расходится уже в первые дни продаж, журналисты дают крайне положительные оценки, а затем комикс попадает сначала в длинный, а потом и в короткий список литературной премии «НОС».
В 2020 году выходят «Причудливые Авантюры Жожо. Лихие» и «Причудливые Авантюры Жожо. Фантомас-67», «Уёбищные истории. Сериалы», а также совершенно новый комикс Терлецкого «Соты» — история о пчеле Антонине-16, которая живёт в матриархальном рое и у которой случился кризис самоидентификации: она ощущает себя трутнем по имени Петя. Сам Терлецкий характеризует этот комикс как «провал»: «некоторые обнаружили, что он трансфобный, хотя я совершенно не закладывал подобного посыла». Однако следом выходит более успешным проект: «Пятьдесят лет любви», совместная работа Терлецкого с художниками Алексеем Хромогином и Ольгой Лаврентьевой. Комикс повествует об Алексее Хромогине, который хочет написать комикс о Гитлере, влюблённом в японскую принцессу, и Виталии Терлецком, который пытается отговорить своего коллегу-комиксиста от этой идеи. В октябре 2020 был запущен сбор средств на издание комикса «Собакистан. Щенки», продолжения «Собакистана». Комикс не стал прямым продолжением предыдущей части: сюжет развивается через несколько лет после событий оригинала, а в центре действия уже новые персонажи.
В марте 2021 года выходит комикс «Падение Ельцина с моста» — история по мотивам одноимённой статьи на Википедии о гипотетическом событии, произошедшем с бывшим президентом России Борисом Ельциным в 1989 году. В августе 2021 года выходят комиксы «Причудливые Авантюры Жожо. Компьютерный клуб» и «Причудливые Авантюры Жожо. Три пути», а также «Покровители» — совместный проект Терлецкого с креативным бюро «Золотые тигры России», который рассказывает о жизни плюшевого тигра, выполняющего роль дворового хранителя. В октябре 2021 года выходят комиксы «Собакистаун», спин-офф в сеттинге одноэтажной Америки пятидесятых годов, «Уёбищные истории. Комиксы», «Бананченко» и «Отель „Лето“». «Отель „Лето“» был анонсирован в сентябре, сам комикс повествует о молодой паре, которая приезжает в спа-отель в надежде отдохнуть и наладить тяжёлые отношения. В качестве источника вдохновения для комикса послужили работы хоррор-мангаки Дзюндзи Ито и одноимённая песня Михаила Елизарова: «в сюжете от первоисточника остались только название и, хочется верить, настроение, то есть история работает (наверно) как самостоятельная художественная единица». В декабре 2021 года выходит комикс «Причудливые авантюры Жожо. Петропавел».

### Переезд в Японию и компьютерные игры (2022—настоящее время)

Обложка компьютерной игры «Альтушка для скуфа».
Художник: Софья «Rikani» Павлышко

В начале 2022 года Терлецкий вместе с Катей, художницей «Собакистана», переезжают в Японию, а начиная с мая Терлецкий начинает публиковать на официальной странице во «ВКонтакте» издательства «Терлецки Комикс» комикс-стрип «В плену у тролля». Главным героем стрипа стало маленькое синее существо, известное как «Синенький», который томится в плену в пещере у некоего тролля. Помимо самого Терлецкого выпуски «В плену у тролля» также рисовали приглашённые художники, среди которых Катя, Алексей Хромогин, Евгений Яковлев и другие. В июле 2022 года Терлецкий открыл сбор средств  на издание русскоязычной версии первых двух томов манги «Моб Психо 100» на краудфандинговой платформе Boomstarter. Манга создана мангакой под псевдонимом ONE, автором «Ванпанчмена», и рассказывает историю ученика средней школы Сигэо Кагэяма по прозвищу Моб, которое он получил за свою неприметность, являясь могущественным экстрасенсом. Всего на издание манги потребовалось полутора миллиона рублей, из которых «Терлецки Комикс» выделило 600 тысяч рублей, а оставшиеся 900 тысяч были собраны на Boomstarter. 17 августа выходят «Уёбищные истории. Колбаса», очередная часть серии комиксов-антологии, в конце месяца выходит новая часть комикса «Падение Ельцина с моста», приуроченная к акции «День бесплатных комиксов», а в декабре выходит «Собакистан. Процесс», заключительная часть трилогии «Собакистана».
12 апреля 2023 года выходит цифровая версия японского издания «Собакистана» — токийское издательство Two Virgins бесплатно публикует первые три главы первой книги на сервисе для чтения электронных комиксов и манги Michikusa Comics. Начиная с августа выходят печатные версии всех трёх книг «Собакистана» на японском языке: 9 августа выходит печатная версия «Собакистана», 13 сентября — «Собакистан. Щенки», а 11 октября — «Собакистан. Процесс». За перевод всех трёх графических романов с русского на японский отвечал переводчик Юя Судзуки, доцент Университета международных и информационных исследований Ниигаты и автор книги «Проект строительства советского дворца: от рождения до провала» (яп. ソヴィエト宮殿 建設計画の誕生から頓挫まで). Тем временем в России, в декабре 2023 года, выходит художественный роман под названием «Литературно-художественный Собакистан» — литературная адаптация первого графического романа серии, написанная сценаристом комиксов Кириллом Кутузовым, известным по сериям комиксов «Вор Теней» и «Громада» российского издательства Bubble Comics.
«Муравьи» — не самый очевидный мой комикс. Обычно люди ждут от меня чего-то более веселого, уровня «Роман, победитель Ласточек» и «Падение Ельцина с моста», либо чего-то очевидно серьёзного, как «Собакистан» и его продолжения. Я не совсем понимаю жанр, в котором в итоге получились «Муравьи» — наверное, это «slice of life»? Ведь на самом деле комикс не совсем про гигантских муравьёв, а про ложные воспоминания, бытовые страхи, любовь и… жизнь? Звучит очень банально, но так вышло.
В сентябре 2023 года Терлецкий, в рамках акции «День бесплатных комиксов», выпускает в формате сингла первую главу своей новой работы — «Гигантские муравьи Новосибирска», созданную совместно с художницей Евгенией Чащиной, известной по серии комиксов «Бычий цепень» российского издательства Molot Hardcorp. Согласно сюжету, главный герой — молодой человек из Кирова по имени Стас пытается убедить окружающих в существовании гигантских муравьёв, которые якобы обитают в Новосибирске. По словам Виталия, идея комикса возникла у него после того, как Катя, художница «Собакистана» родом из Новосибирска, рассказала ему о якобы существующих в городе гигантских муравьях. «Это было так убедительно, что я поверил на пару секунд, а после подумал — вдруг и другие могут так же поверить», — рассказывал Виталий в интервью онлайн-журналу «Мастера Сибири». С Чащиной Терлецкий хотел поработать из-за уникального стиля художницы, а также из-за уверенности, что девушка родом из Новосибирска (на самом деле из Бердска). Полная книга вышла в октябре того же года, она получила положительные оценки от профильных журналистов, а также попала в списки «Лучших комиксов 2023 года на русском языке» изданий «Мир фантастики» и «Тинькофф Журнал».
Также Терлецкий поучаствовал в создании комикса «Северный Паук» в качестве продюсера: первый выпуск вышел 16 мая бесплатно в социальной сети «ВКонтакте»; за сценарий отвечал российский художник Евгений Зубков, за рисунок — Егор Герасимов, за цвет — Дарья «Одуванчик» Кислюк. «С поиском команды очень помог комиксист, издатель и мой друг Виталий Терлецкий, за что я ему очень благодарен», — рассказывал Евгений Зубков в интервью телеканалу 2x2. Также издательством Терлецкого в декабре 2023 года была издана книга комикс-стрипов «Ивовый лес» Яны Вятелень, которая рассказывает о жизни очень занятой Опоссумицы. Яна — художница из Нижнего Новгорода, чьи рисунки с опоссумом стали популярными в соцсети Twitter осенью 2021 года. «Ивовый лес» содержал как уже опубликованные в Интернете истории, так и совершенно новые. В 2023 году выходят «Человек-пила» (пародия на мангу «Человек-бензопила»), «Русские объединяются с крокодилами и нападают на Антарктиду» (продолжение комикса «Русские объединяются с крокодилами и нападают на Европу»), два комикса, созданных эксклюзивно для книжного сервиса МТС «Строки»: «Департамент по убийству дракона» и «Ну что, Валера, теперь ты Рыцарь тьмы?», и литературный выпуск журнала «Правила жизни», для которого Терлецкий нарисовал историю-продолжение «Скелета-инструктора», своей дебютной работы.
28 марта 2024 года Терлецкий анонсирует первую в своей карьере компьютерную игру — «Альтушка для скуфа». Она основана на интернет-меме о скуфах и альтушках, согласно которому скуф — средних лет мужчина с неопрятной внешностью, страдающий вредными привычками, а альтушка — молодая девушка-неформал. Согласно сюжету, главный герой игры — одинокий скуф, который решает воспользоваться сервисом «скуфуслуги» (пародия на «Госуслуги»), где можно «заказать» себе девушку-альтушку. Игра является представителем жанра визуальной новеллы, а на выбор для развития отношений даётся три девушки. Сценарий к игре написал сам Терлецкий, художницей под псевдонимом Rikani нарисованы и озвучены женские герои, сценарист комиксов Кирилл Кутузов озвучил скуфа, а видеоблогер Пророк Санбой — его внутренний голос, саундтрек написал композитор Никита Крюков. 21 апреля игра вышла в Steam, спустя два дня — в VK Play. Спустя день с момента релиза игра вошла в топ-5 продаж российского Steam. Как следствие популярности «Альтушки для скуфа» вышел тематический мерчандайз, на момент 7 июля 2024 готовится выход дополнения, которое, среди прочего, добавит в игру трёх новых героинь. Создание главных героинь «Альтушки для скуфа» Терлецкий описывал так:
Наши персонажи — это гиперболизация, возведение архетипа в абсолют. Мы ограничены в ресурсах, поэтому мы должны были добавить остроты. Мы выкручиваем на максимум стереотипы, которые легче всего считываются обществом. Мы можем позволить себе это в рамках жанра, ведь это все же юмор и сатира. Но всё ещё — это ни в коем случае не очень серьёзная игра. Некоторые пользователи ожидали, судя по отзывам, что к ним действительно приедет альтушка, если они пройдут игру. Но всё ещё — это игра по мему.

## Восприятие
Можно по-разному относиться к творчеству Виталия Терлецкого, но факт остаётся фактом: на сегодняшний день это самый обласканный премиями портала ComicsBoom автор. Шутка ли – за восемь лет существования этой самой премии Виталию удавалось трижды взять приз в категории «Лучший оригинальный комикс». И что-то подсказывает, что это далеко не конец, благо идеями автор плещет с завидным постоянством. Причём создаётся впечатление, что для Терлецкого не существует тем, о которых он не мог бы говорить свободно.
Главным образом получил известность в российской комикс-индустрии как автор сатирических, пародийных и юмористических историй. Большая часть обозревателей российских комиксов сошлись во мнении, что сатирические и юмористические работы Терлецкого задают лишь общий фантастический контекст происходящего, в то время как в основе сюжета лежат серьёзные темы: так, «Продукты 24» о борьбе ларька-трансформера с монстром из многоэтажек рассказывает о юношеском максимализме и одиночестве, антиутопическая сатира «Собакистан» с антропоморфными животными говорит о несостоятельности и нелепости тоталитарной системы, а «Гигантские муравьи Новосибирска» о теории заговора вокруг якобы существующих сибирских муравьёв-мутантов повествуют о тревожном человеке в сложное время. Также для комиксов Терлецкого свойственно наличие отсылок на русскую историю и культурные произведения: песни, фильмы, художественную литературу. Одним из используемых приёмов Терлецкого как сценариста является пародия-оммаж через перенос сеттинга оригинального произведения в российские реалии («Причудливые Авантюры Жожо», «Человек-пила»).
Стиль Терлецкого как художника имеет параллели с его сценарным творчеством: сюжеты комиксиста изобилуют иронией, юмором и сатирой, а его рисунки сделаны нарочито неряшливо и карикатурно. Многие обозреватели прямо заявляют о том, что Терлецкий не умеет рисовать, либо же рисует плохо, отмечая при этом, что и сам Виталий говорит о своём неумении рисовать на обложках комиксов, в которых выступал как художник.

### Списки и рейтинги
Комикс-блогер и член жюри премии ComicsBoom Денис Денисов включил комикс «Собакистан» в список «Лучших оригинальных книг комиксов» сайта «Культура 24» наряду с комиксами «Майор Гром: 1939» Алексея Волкова и «Сурвило» Ольги Лаврентьевой. Помимо этого Денисов отвечал за подборку российских комиксов для международного списка «Лучших комиксов 2019 года» лондонского журналиста Пола Граветта, в которую наряду с «Игорем Громом», «Сурвило», «ШУВом» и «Бычьим цепнем» вошёл «Собакистан» Терлецкого. Редакция телеканала 2x2 внесла комикс «ТурбоКарп» в список рекомендованных к прочтению комиксов Bubble Comics наряду с такими работами, как «Брат. 25 лет», «Мир» и «Вор Теней». Комикс «Продукты 24» вошёл в спецвыпуск журнала «Мир фантастики» «100 лучших фантастических комиксов».
Никита Лаврецкий включил комикс «Роман, победитель Ласточек» в список «Лучших комиксов 2010-х» сайта The Village. Константин Большаков внёс «Отель „Лето“» в список «Главных комиксов 2021 года» портала ComicsBoom. Комикс «Собакистан. Процесс» вошёл в список «15 лучших комиксов на русском языке за 2022 год» сайта «Тинькофф Журнал», который составила журналистка Ольга Щербинина; по мнению Щербининой «Собакистан» представляет «редкий пример самобытного российского комикса». Также Щербинина внесла комикс «Гигантские муравьи Новосибирска» в список «Лучших комиксов 2023 года на русском языке» сайта «Тинькофф Журнал»; она окрестила совместную работу Терлецкого и Чащиной как «пожалуй, лучший русскоязычный комикс 2023 года». «Гигантские муравьи Новосибирска» попали и в список «Лучших книг 2023» по мнению редакции «Кинопоиска». Редакционным советом журнала «Мир фантастики» «Гигантские муравьи Новосибирска» также были выбраны как один из «Лучших комиксов 2023 года, вышедших на русском» (наряду с такими работами, как манга «Поездка за покупками в Иокогаму» Хитоси Асинано и инди-комикс Cerebus the Aardvark Дэйва Сима). Издание «Собакистана» на японском языке заняло 37 место в рейтинге избранных работ в манге Kono Manga wo Yome! японского ежеквартального журнала Freestyle за 2023 год.

### Награды
Среди всех работ Терлецкого «Собакистан» чаще всего номинировался на различные премии. Так, в октябре 2020 года «Собакистан» вошёл в шорт-лист литературной премии «НОС», а также в шорт-лист премии «Волга/НОС». В 2024 году, с выходом японского издания «Собакистана», комикс был номинирован на премию Японской ассоциации художников манги. Также «Собакистан» был номинирован в категории «Лучшая оригинальная книга комиксов или ван-шот» ежегодной премии портала ComicsBoom 2019 года вместе с комиксами «Сурвило» Ольги Лаврентьевой («Бумкнига»), «Майор Гром: 1939» Алексея Волкова (Bubble Comics), «Хальмстад» Алексея Герасимова (Jellyfish Jam) и «Цунами» Беаты Коташевской, Александра Тарасова, Семёна Чиглинцева и Ольги Лаврентьевой (Jellyfish Jam). В конечном итоге выбором жюри победил комикс «Сурвило». «Во время голосования <…> жюри премии ComicsBoom’а рассматривало „Собакистан“ Виталия Терлецкого и Кати Чинаски в качестве основного соперника „Сурвило“», — рассказывает Константин Большаков, один из жюри премии. Помимо «Собакистана» в премии портала ComicsBoom участвовали и другие работы комиксиста, три из которых одерживали победу в категории «Лучшая оригинальная книга комиксов»: «Продукты 24» (2017 год, победа совместно с комиксом «Ирвинг, злой волшебник» издательства «Комфедерация»), «Пятьдесят лет любви» (2020 год) и «Отель „Лето“» (2021 год).
| Год  | Премия                                                         | Категория                                        | Номинант                    | Результат |
| ---- | -------------------------------------------------------------- | ------------------------------------------------ | --------------------------- | --------- |
| 2014 | Премия «КомиксБума»                                            | «Лучшая оригинальная книга комиксов или ван-шот» | «Шафировский проспект»      | Номинация |
| 2015 | Премия «КомиксБума»                                            | «Лучшая оригинальная книга комиксов или ван-шот» | «Горелово»                  | Номинация |
| 2016 | Премия «КомиксБума»                                            | «Лучшая оригинальная книга комиксов или ван-шот» | «Жорж Дантес»               | Номинация |
| 2017 | Премия «КомиксБума»                                            | «Лучшая оригинальная книга комиксов или ван-шот» | «Продукты 24»               | Победа    |
| 2019 | Премия «КомиксБума»                                            | «Лучшая оригинальная книга комиксов или ван-шот» | «Собакистан»                | Номинация |
| 2020 | Премия «НОС»                                                   | Основная номинация                               | «Собакистан»                | Номинация |
| 2020 | Премия «Волга/НОС»                                             | Основная номинация                               | «Собакистан»                | Номинация |
| 2020 | Премия «КомиксБума»                                            | «Лучшая оригинальная книга комиксов или ван-шот» | «Пятьдесят лет любви»       | Победа    |
| 2020 | Премия «КомиксБума»                                            | «Лучшая оригинальная серия комиксов»             | «Собакистан. Щенки»         | Номинация |
| 2021 | Премия «КомиксБума»                                            | «Лучшая оригинальная книга комиксов или ван-шот» | «Отель „Лето“»              | Победа    |
| 2021 | Премия «КомиксБума»                                            | «Лучшая оригинальная серия комиксов»             | «Причудливые авантюры Жожо» | Номинация |
| 2024 | Премия Японской ассоциации художников манги (日本漫画家協会賞) | Основная номинация                               | «Собакистан»                | Номинация |

### Интервью
- Как Виталий Терлецкий бросил карьеру агронома и стал темной звездой мира инди-комиксов. The Village (12 мая 2022). — Интервью. Дата обращения: 8 июля 2024.

- Интервью с создателями «Собакистана» — одного из самых успешных отечественных комиксов. The Blueprint (20 января 2023). — Интервью. Дата обращения: 8 июля 2024.

- Симулятор скуф-услуг: вышла игра «Альтушка для скуфа». Мы поговорили с ее создателями. «Афиша Daily» (22 апреля 2024). — Интервью. Дата обращения: 7 июля 2024.